# 屋山太郎
屋山 太郎（ややま たろう、1932年〈昭和7年〉6月4日 - 2024年〈令和6年〉4月9日）は、日本の政治評論家。コラムニスト。公益財団法人社会貢献支援財団理事、公益財団法人日本財団評議員、一般社団法人日本戦略研究フォーラム会長、国家基本問題研究所理事。

## 略歴
福岡県福岡市生まれ。父は鹿児島市の出身で、終戦の時期には鹿児島市で過ごす。東京都立青山高等学校、東北大学文学部仏文科卒業。学生時代は剣道部に所属していた。
1959年時事通信社入社。ローマ特派員、首相官邸キャップ、ジュネーヴ特派員、編集委員兼解説委員を歴任し、1987年退社。
1981年第2次臨時行政調査会（土光臨調）に参画、以後、第1次～第3次行政改革推進審議会専門委員、選挙制度審議会委員、臨時教育審議会専門委員を務めた。『文藝春秋』『正論』の常連寄稿者で、2001年に第17回正論大賞を受賞。
2006年6月に「新しい歴史教科書をつくる会」から、八木秀次が袂を分って設立した「日本教育再生機構」に参加。中西輝政らと共に代表発起人を務める。同機構系「改正教育基本法に基づく教科書改善を進める有識者の会」（通称・教科書改善の会）代表世話人。
2007年6月、年金記録問題検証委員に就任。
同年12月18日、櫻井よしこが中心となり、シンクタンク「国家基本問題研究所」が設立された。「日本文明の叡知を現在に活かし、日本の大戦略を提言」することが目的として掲げられた。屋山は同団体の理事に就任した。
2012年9月5日、屋山、三宅久之、すぎやまこういちなど保守系の著名人28人は、同年9月の自由民主党総裁選挙に向けて、「安倍晋三総理大臣を求める民間人有志の会」を発足させた。同日、同団体は安倍晋三の事務所に赴き、出馬要請をした。9月26日、総裁選が実施され、安倍が当選した。
2014年10月1日、日本会議の主導の下、憲法改正を目指す団体「美しい日本の憲法をつくる国民の会」の設立総会が永田町の憲政記念館で開かれた。屋山は田中恆清や長谷川三千子、千玄室らとともに代表発起人に名を連ねた。
2024年4月9日午後10時40分、横浜市の自宅で肺気腫のため死去。91歳没。

## 役職
- 一般社団法人日本戦略研究フォーラム代表理事、第3代会長
- 公益財団法人日本国際フォーラム参与[22]
- 公益財団法人社会貢献支援財団理事
- 公益財団法人日本財団評議員
- 国家基本問題研究所理事

## 主張
- 小泉純一郎に対し、なぜ小選挙区がいいのかを説得し続けたと「それでも日本を救うのは安倍政権しかない」に記している。
- 2007年6月14日付けのワシントン・ポストに、慰安婦「性奴隷説」はまったくの事実誤認だとし、米下院121号決議の完全撤回を求める意見広告「THE FACTS」をジャーナリストの櫻井よしこや作曲家のすぎやまこういち、平沼赳夫らと共に発表。これは「歴史事実委員会」名義で出された。
- 2008年から2009年の麻生政権時代は、『WiLL』や『諸君!』などの誌上で官僚に融和的な麻生首相を非難し、民主党擁護の文章を発表していたこともあった。
- 「親中・親韓の政治家は保守とは言えないし、そのような政治家がまだいる自民党も保守にはなり切れていない」と主張する[23]。特に親中派や族議員が多い旧田中派・旧竹下派の流れを汲む者に対しては批判的な主張が多かった。
- 農業自由化の観点から、日本のTPPへの参加に賛成の立場である[24]。

## 虚偽報道
2019年に2回、静岡新聞コラム「論壇」にて、以下の通り、個人を特定しての虚偽報道を行い、いずれも静岡新聞が謝罪・訂正を行った。
1. 2月6日の同コラムにて、『ギクシャクし続ける日韓関係』と題し、「徴用工に賠償金を払えということになっているが、この訴訟を日本で取り上げさせたのは福島瑞穂議員。日本では敗訴したが韓国では勝った。福島氏は実妹が北朝鮮に生存している。政争の具に使うのは反則だ」と書いた。福島から抗議申し入れを受けた静岡新聞は、いずれも事実に反していたことを認め、2月9日付朝刊で訂正・謝罪記事を掲載をした[25]。3月6日、福島は屋山のコラムで虚偽を書かれ、名誉を傷つけられたとして、屋山に330万円の損害賠償を求めて東京地裁に提訴した[26]。11月29日、屋山に対し請求全額認容の賠償命令がくだされた[27][28]。

この判決に対して屋山は控訴せず、330万円の賠償を命じた地裁判決は確定した。
1. 9月25日の同コラムにて、『旭日旗をやめろとは何事か』と題し、BS-TBSの政治番組を見てタレントのパックンの発言に怒りを覚えたとした上で「パックンの認識は『日本はホロコーストをやったドイツと同等。したがって相手が嫌がっている旭日旗の持ち込みを禁止すべきだ』」と書いた。しかし実際の番組で、パックンは日本とドイツを比較した発言はしておらず、またそのような認識と受け取られる発言すらしていなかったため、静岡新聞は、コラム内容が間違っていたと認め、10月23日付朝刊で訂正・謝罪記事を掲載し、同コラムが転載されていたBLOGOSも同様の対応を行った[29]。

## 著書

### 連載
- 月刊WiLL 「常識のためのサプリ」連載中

### 単著
- 『ぶったたく!日本の病根』太陽企画出版〈Sun business. 日本の進路シリーズ〉、1982年7月15日。NDLJP:12239731。
- 『日本再建への決断　―行革に挑戦する明治の男たち 組織活性化のプロに学ぶ―』日本文芸社、1983年5月10日。NDLJP:11940304。
- 『日本の政治はどう変わったか　―戦後総決算の意味するもの―』PHP研究所、1987年3月4日。NDLJP:11926366。
- 『国鉄に何を学ぶか　―巨大組織腐敗の法則―』文藝春秋、1987年4月1日。NDLJP:12065285。
- 『コメ自由化革命　―これで生き返る日本農業―』（新潮社、1989年）
- 『世直し「減税革命」』（新潮社、1992年）
- 『官僚亡国論』（新潮社、1993年）
- 『責任者、出てこい　―日本をダメにする34の非常識―』（PHP研究所、1996年）
- 『怒れ! 日本人　―「デタラメお上」にぶつける21の公憤―』（PHP研究所、1998年）
- 『私の喧嘩作法』（新潮社、2000年 / 扶桑社文庫、2005年）
- 『屋山太郎のやさしい政治塾　―日本の政官システムの革新―』（海竜社、2002年）
- 『抵抗勢力は誰か--改革を阻む“亡国の徒”リスト』（PHP研究所、2002年）
- 『自民党「橋本派」の大罪』（扶桑社, 2003年 / 扶桑社文庫、2004年）
- 『道路公団民営化の内幕　―なぜ改革は失敗したのか―』（PHP新書、2004年）
- 『なぜ中韓になめられるのか』（扶桑社、2005年）
- 『小泉純一郎宰相論　―日本再生への道筋をつけた男―』（海竜社、2005年）
- 『それでも日本を救うのは安倍政権しかない』（PHP研究所、2014年）
- 『安倍晋三興国論』（海竜社、2015年）
- 『安倍外交で日本は強くなる』（海竜社、2016年）

### 共著
- （長谷川慶太郎）『日本の進路を問う』（講談社、1993年）
- （渡部昇一）『父は子に何ができるか　―われらが体験的教育論―』（PHP研究所、2001年）
- （渡部昇一・八木秀次）『日本を蝕む人々　―平成の国賊を名指しで糺す―』（PHP研究所、2005年）
- （岡崎久彦）『靖国問題と中国』（海竜社、2006年）